# Lisandro Leyva Pereira
Lisandro Leyva Pereira (30 de marzo de 1886-?) fue un médico traumatólogo, ortopedista, filántropo, educador y tratadista médico colombiano.
Leyva era médico graduado de la Universidad Nacional, y especialista en ortopedia y traumatología en Francia donde se vio inmerso en la I Guerra Mundial, en la que peleó. Es considerado el pionero de las técnicas quiroprácticas de la raquianestesia y la cinesiterapia en el país, prácticas que trajo consigo de Europa.
Puso en práctica sus conocimientos en menores afectados por problemas de movilidad como parte de su filantropía (ya que era miembro de una familia rica), y combatió con sus colegas los estragos de una epidemia de poliomielitis en Colombia (enfermedad que también padecía el entonces presidente estadounidense Franklin Roosevelt)
Destacado académico, postuló que la panela podía ayudar al tratamiento de heridas de guerra y fracturas, en 1933. Fue presidente honorario de la Sociedad Colombiana de Ortopedia.

## Obras
- Organización de las ambulancias (1933).
- Tratamiento Racional de Fracturas y Luxaciones (1937).
- Mortalidad consecuencia de las quemaduras en el campo de marte (1938).
- Ortopedia y cirugía de urgencia: anatomía patológica de las heridas y tratamiento de ellas (1940).
- Síntesis de las enseñanzas de traumatología (1945).